# 박상훈 (1959년)
박상훈(1959년 11월 1일 ~ 2008년 12월 25일)은 대한민국의 성우이다. 1986년 KBS 20기로 입사했으며 한국방송 성우극회 소속.

## 주요 출연작품

### 애니메이션
- 밀림의 왕 레오 (KBS)
- 초롱이의 옛날여행 (KBS) - 고종
- 은하수비대 (SBS)
- 겟 백커스 (XTM) - 강태룡
- 나이트 워커 (XTM)
- 형사 가제트 (iTV) - 콤비 반장

### 애니메이션 영화
- 곰이 되고 싶어요 (KBS)

### 영화
- 내 남자친구의 결혼식 (KBS) - 주방장(찰리 트로터)
- 풍운 (KBS) - 독고명
- 컷 런스 딥 (KBS) - 자모
- 투명인간의 사랑 (SBS)
- 폴리스 스토리 4 (SBS) - CIA 요원(임의만)
- 쥬만지 (KBS)
- 차이나 스트라이크 포스 (KBS)
- 엑시스텐즈 (KBS) - 중국식당 웨이터
- 웰컴 미스터 맥도날드 (KBS) - 조수2 (다쿠치 히로마사)
- 할로우 맨 (KBS) - 프랭크 (조이 슬로트닉)
- 밀리언 달러 호텔 (KBS)
- 보이즈 앤드 걸즈 (KBS)
- 더 원 (KBS) - 예이츠(딜런 브루노)
- 풀 몬티 (KBS)
- 사선에서 (KBS) - 카두치 (스티브 히트너)
- 테일러 오브 파나마 (SBS)
- 페어 게임 (SBS)
- 씨커 (SBS)
- 미스틱 피자 (SBS)
- 케인호의 반란 (KBS) - 페인터 선원
- 멕시칸 (KBS) - 프랭크(마이클 서베리스) / 벡(데이비드 크럼홀츠)
- 유니버셜 솔져2 (SBS)
- 투 웡 푸 (KBS)
- 역 (KBS)
- 미스 다이아몬드 (SBS)
- 매트릭스 (SBS) - 존스 요원 (로버트 테일러)
- 크림슨 리버2 (KBS)
- 내 남차친구의 결혼식 (KBS)
- 나는 네가 지난 여름에 한 일을 알고 있다 (KBS) - 맥스(조니 갈레키)
- 사보타지 (SBS)
- 마이티 덕3 (KBS)
- 동방불패2 (KBS)
- 프로젝트 A (KBS) - 경찰(왕곤)
- 속 프로젝트 A (KBS) - 마여룡의 동료(이건생)
- 컨페션 (KBS) - 젠크스 (로버트 존 버크)
- 코렐린의 만돌린 (KBS)
- 성룡의 홍번구 (SBS)
- 시네마 천국 (SBS) - 토토의 친구(투리 킬러)
- 북경 자전거 (KBS)
- 영웅본색 (SBS) - 대만 형사(오우삼)
- 태극권 (KBS) - 병사(이병뇌)
- 그들만의 리그 (KBS) - 도니스의 팬(더글라스 블레이크슬리)
- 신 유성호접검 (KBS) - 율흥찬(탁종화)
- 파코와 오초 (KBS)
- 유니버셜 솔저 (KBS) - 과학자(마이클 윈터)
- 베스트 키드 (KBS) - 레옹 (데이비스 로빈슨)
- 언더시즈 (KBS)
- 크로커다일 던디3 (KBS)
- 타인의 취향 (KBS)
- 스카우트 (KBS)
- 제8요일 (SBS)
- 인디아나 존스: 최후의 성전 (KBS) - 집사(베르농 도브체프) / 가스의 동료
- 제로 톨러런스 (KBS) - 첸리 (로 핑 와이)
- 헬레이저5 (KBS)
- 올리브 나무 사이로 (SBS)
- 신 철마류 (KBS)
- 고공 침투 (SBS)
- 절대쌍교 (KBS) - 무림대회 참가자(소전용) / 손님(왕우)
- 경천 12시 (KBS) - 페리(진백상)
- 의천도룡기 (KBS) - 주원장
- 강호영웅(KBS) - 박기천(오원준)
- 킥 복서(SBS) - 아나운서(딘 해링턴) / 기자
- 화룡풍운(KBS) - 육왕야(단립문)
- 애니 홀 (KBS) - 어니의 친구(존 도우마니안) / 경찰(존 데니스 존스턴)
- 도리언 그레이의 허상 (KBS) - 빅터(로이 워즈워스)
- 인어의 노래 (KBS) - 웨이터(톰 스티븐슨)
- 아수라(SBS) - 외국인